# Micrapate pinguis
Micrapate pinguis är en skalbaggsart som beskrevs av Pierre Lesne 1939. Micrapate pinguis ingår i släktet Micrapate och familjen kapuschongbaggar. Inga underarter finns listade i Catalogue of Life.